# Joseph Nye
Joseph Samuel Nye Jr. (født 19. januar 1937, død 6. maj 2025) var en amerikansk professor og dekan ved Harvard University.
Joseph Nye udgav i 2004 bogen "Soft power" og introducerede dermed begrebet på den magtpolitiske scene. Soft power (eller blød magt) er den tredje dimension af magtbegrebet hvor militær og økonomisk er de to første. Soft power omhandler ideologi og kultur og de normer og værdier der ligger bag.